# Mandy-Kay Bart
Mandy-Kay Bart (* 4. Juli 1989 in Dortmund) ist eine deutsche Laiendarstellerin.

## Leben und Karriere
Bart wurde durch die Serie Köln 50667 bekannt. Sie gehörte seit dem 14. November 2016 (Folge 980) als Rettungssanitäterin Melanie Korte zum Hauptcast der Reality-Seifenoper des Fernsehsenders RTL II. Im Juli 2020 stieg sie aus der Serie aus. Seit 2023 gehört sie wieder zum Hauptcast.
Nebenbei arbeitet Bart als Influencerin auf der Social-Media-Plattform Instagram. Zudem veröffentlicht sie seit 2020 regelmäßig unter den Namen bePeerles Podcasts auf Spotify.

## Filmografie
- 2016–2020, 2023–2024: Köln 50667
- 2019: Ingo Kantorek – Ein Leben voller Leidenschaft